# Gottlob Carl Springsfeld
Gottlob Carl Springsfeld (* 25. Juli 1714 in Weißenfels; † 13. März 1772 in Wien) war ein deutscher Arzt und Gelehrter.

## Leben
Er wurde als Sohn des Hofapothekers in Weißenfels, der Residenzstadt des Herzogtums Sachsen-Weißenfels geboren. Nach der Erziehung durch Privatlehrer ging er 1729 an die Landesschule Pforta, die er bis 1733 besuchte. Anschließend studierte er Medizin an der Universität Leipzig, dann in Jena und zuletzt wieder in der Messestadt. 1738 promovierte Gottlob Carl Springsfeld und ließ sich anschließend in seiner Vaterstadt als praktischer Arzt, später Stadtphysikus, nieder.
In Leipzig stand er Johann Christoph Gottsched nah, mit dessen aufklärerischen Ideen er sich beschäftigte. Ab 1750 korrespondierte er häufig mit ihm.
1740 gründete Springsfeld in Weißenfels die Gesellschaft der Alethophilen zur Hebung der deutschen Sprache, deren Sekretär er längere Zeit war. Zwei Jahre später ernannte ihn die Deutsche Gesellschaft zu ihrem auswärtigen Mitglied.
1742 erfolgte seine Ernennung zum Hofarzt des Herzogs Johann Adolph II. von Sachsen-Weißenfels. Dieses Amt übte er bis zu dessen Tod 1746 und der damit verbundenen Auflösung des Herzogtums Sachsen-Weißenfels und dem Heimfall an das Kurfürstentum Sachsen aus. 1743 war er zusätzlich zum Physikus des Amtes Freyburg (ab 1746 kursächsisch) ernannt worden.
Durch Intrigen am Hof zerschlug sich seine in Aussicht gestellte Berufung zum Medizinprofessor an der Universität Wittenberg.
Am 15. März 1750 wurde Gottlieb Karl Springsfeld mit dem akademischen Beinamen Stantius als Mitglied (Matrikel-Nr. 563) in die Leopoldina aufgenommen.
1757 behandelte er den erkrankten Dichter Christian Fürchtegott Gellert bei dessen Aufenthalt in Bonau.

## Familie
Ab 1745 kam es zu Missstimmungen innerhalb seiner Familie. Er musste Klage gegen seine Schwiegermutter Johanna Augusta Leser zu Freyburg wegen Aushändigung des Nachlasses seiner verstorbenen Ehefrau Magdalena Regina geb. Zeumer erheben.
Seine Nachkommen wurden u. a. Nadelfabrikanten in Aachen.